# Mercedes Sosa

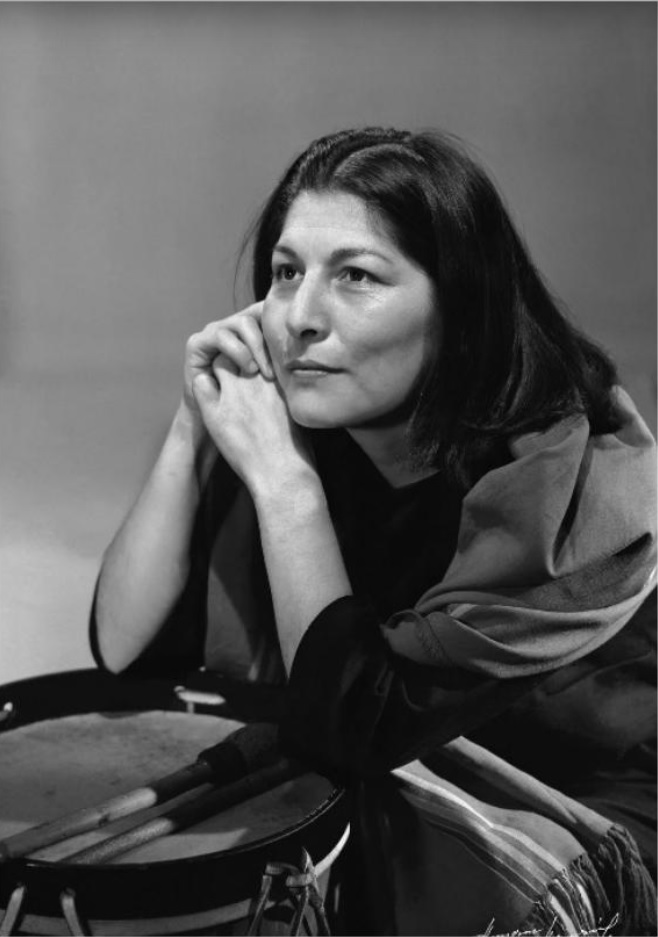
Mercedes Sosa 1962 in einer Aufnahme von Annemarie Heinrich

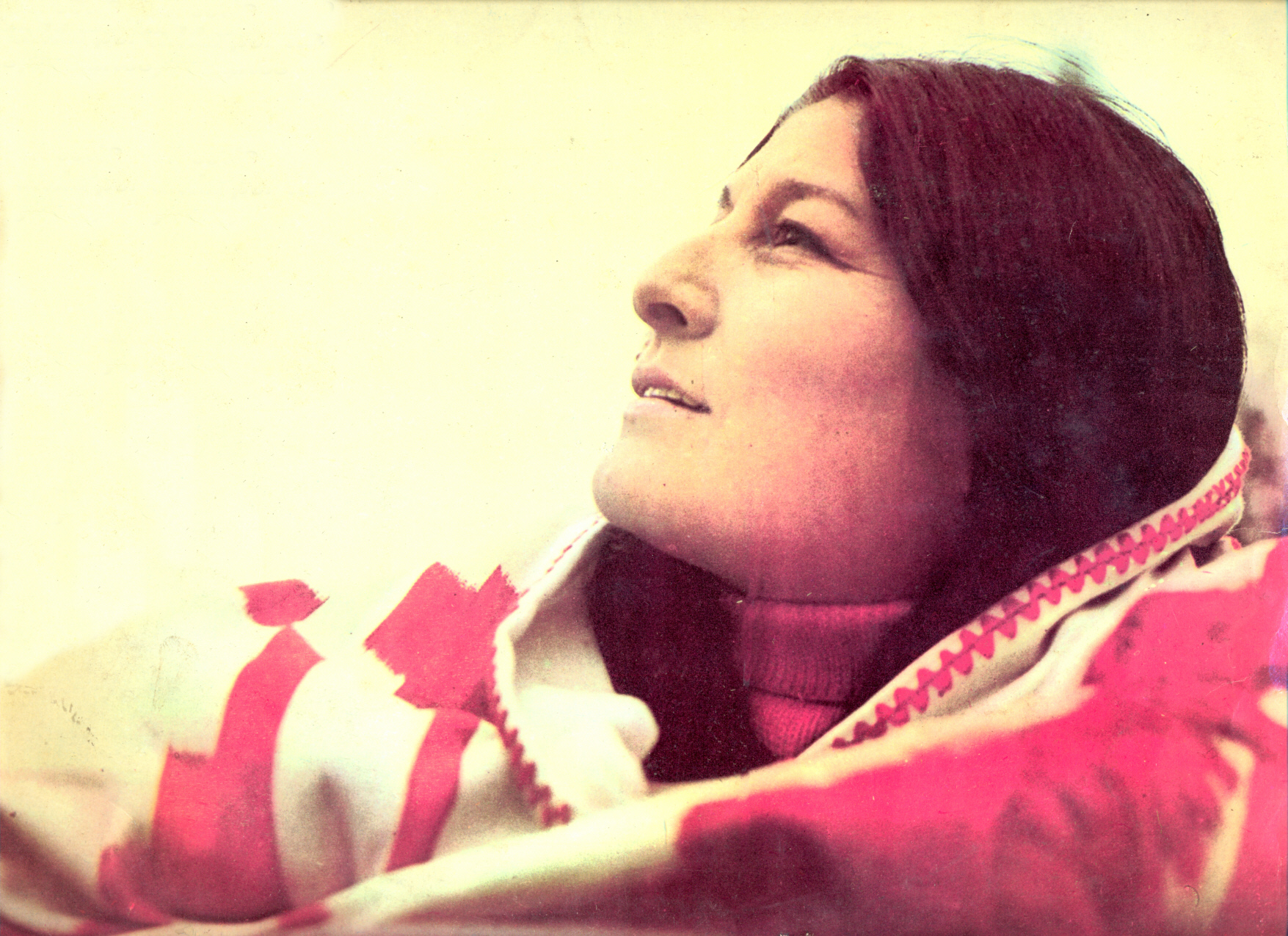
Mercedes Sosa, 1972

Haydée Mercedes Sosa, von ihrem Publikum liebevoll la Negra (wörtl.: „die Schwarze“) genannt (* 9. Juli 1935 in San Miguel de Tucumán, Argentinien; † 4. Oktober 2009 in Buenos Aires), war eine Sängerin südamerikanischer Folklore und politischer Protestlieder.
Sie zählte zu den Nuevos Cancioneros Argentiniens (den „neuen Liedermachern“, die außerhalb Argentiniens der Nueva Canción zugerechnet wurden), einer in der Provinz Mendoza entstandenen politischen Stilrichtung der Folklore. Neben Sosa werden auch Armando Tejada Gómez, Manuel Oscar Matus und Tito Francia dazu gezählt.
Zu Sosas Programm gehörten Interpretationen traditioneller und zeitgenössischer Lieder (u. a. von Víctor Jara, Julio Numhauser, Pablo Neruda, Violeta Parra, Atahualpa Yupanqui) mit sozialkritischen und politischen Inhalten, die sich unter anderem gegen Krieg und Diktatur sowie für die Rechte der unterdrückten indigenen Völker und der Landlosen aussprachen.

## Leben

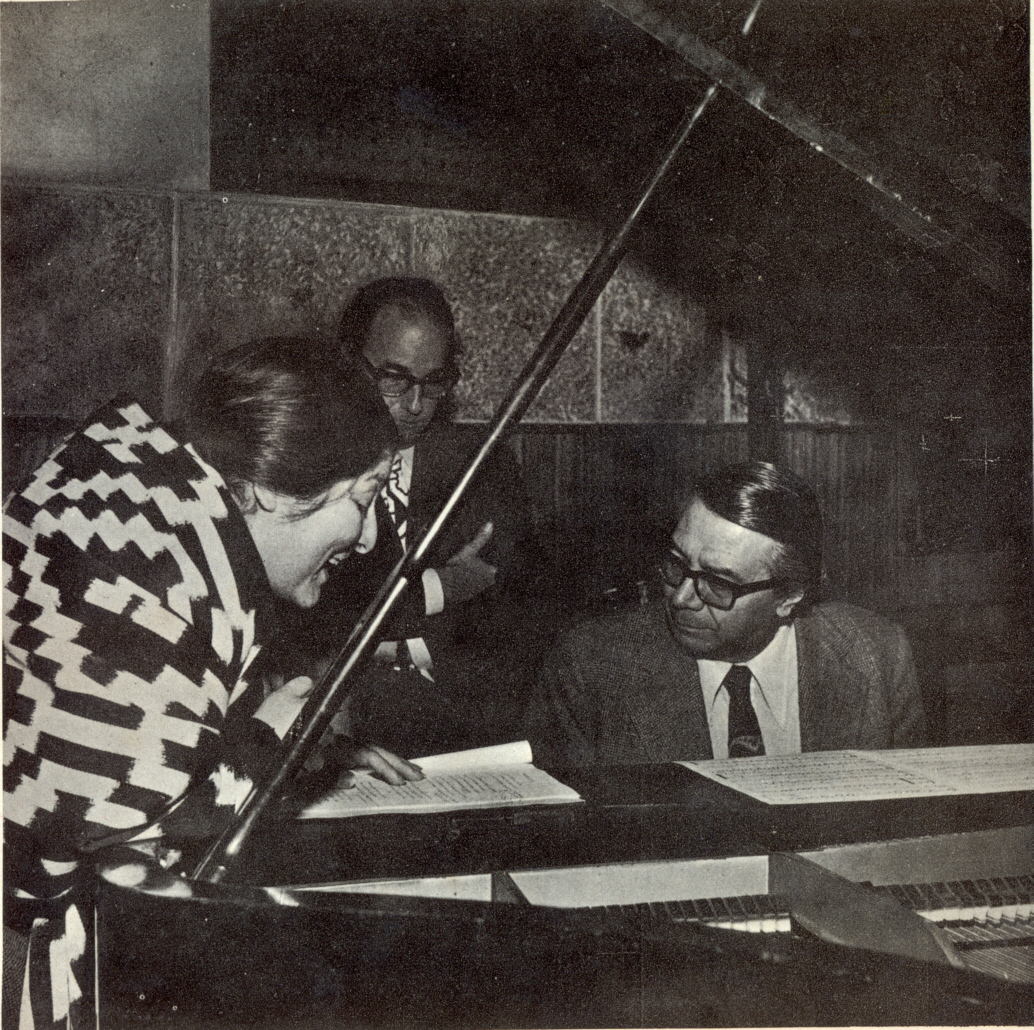
Mercedes Sosa mit den Autoren der Canta Sudamericana, Félix Luna (stehend) und Ariel Ramírez (Piano)

Mercedes Sosa stammte aus einer diaguita-französischen Familie. Im Oktober 1950 nahm sie unter dem Pseudonym Gladys Osorio an einem Wettbewerb eines lokalen Radiosenders teil und gewann einen zweimonatigen Arbeitsvertrag. So wurde sie zunächst in Tucumán, ihrer Heimatprovinz, bekannt. Später heiratete sie den Musiker Manuel Oscar Matus, mit dem sie in die Provinz Mendoza zog. Sie hatten ein Kind, den Musikproduzenten Fabián Matus (1958–2019).
Ihre erste Langspielplatte erschien 1962 unter dem Titel „La voz de la zafra“ („Die Stimme der Zuckerrohrernte“) und enthielt ausschließlich argentinische Folklore. Der landesweite Durchbruch gelang Mercedes Sosa drei Jahre später auf dem „Festival Nacional de Folklore de Cosquín“, bei dem sie gefördert von dem Sänger Jorge Cafrune auftrat. Sie erweiterte ihr Repertoire mit Stücken aus fast ganz Lateinamerika. Zwei Jahre später gab sie bereits weltweit Konzerte, unter anderem in Miami, Lissabon, Porto, Rom, Warschau, Leningrad, Kislowodsk, Sotschi, Gagra, Baku und Tiflis.
In ihrer Jugend sympathisierte sie mit dem Peronismus und unterstützte verschiedene linke Bewegungen. Nach dem Putsch in Argentinien vom 24. März 1976 blieb sie trotz Morddrohungen und Repressionen durch die nun errichtete Militärdiktatur zunächst in ihrem Heimatland. Ihre Alben wurden verboten. Bei einem Konzert in La Plata wurde sie 1979 mitsamt Publikum verhaftet. Im Folgejahr floh Sosa über Paris ins Madrider Exil, nachdem ihr zweiter Mann kurz zuvor verstorben war. Im Jahr 1982 trat sie auf dem West-Berliner Festival Horizonte Festival der Weltkulturen (Nr. 2, 1982) auf. Als die argentinische Regierung sich im selben Jahr infolge des Falklandkriegs gezwungen sah, mit zivilen Akteuren über einen Rückzug aus der Regierung zu verhandeln, kehrte sie zunächst für ein Konzert nach Buenos Aires zurück. Ihr Konzert im Opernhaus Buenos Aires wird oft als Schlüsselsituation in der Übergangszeit gewertet und steht für eine politische und musikalische Erneuerung der argentinischen Kultur. Das Doppelalbum Mercedes Sosa en Argentina (1982) schrieb landesweit Musikgeschichte. Aus dem Exil organisierte sie zudem eine Serie von Auftritten mit León Gieco, Charly García, Antonio Tarragó Ros, Rodolfo Mederos und Ariel Ramírez, bevor sie 1983 mit der Rückkehr Argentiniens zur Demokratie endgültig in ihr Heimatland zurückkehrte.
Ihr letztes Album Cantora 1 (2009), auf dem unter anderen auch Fito Páez und Shakira gemeinsam mit ihr singen, wurde für drei Latin-Grammys nominiert.
Im deutschsprachigen Raum wurde Sosa auch durch gemeinsame Konzerte mit Konstantin Wecker bekannt. Darüber hinaus arbeitete sie mit vielen internationalen Künstlern zusammen und trat mit ihnen gemeinsam auf, darunter Joan Baez, Maria Farantouri, Andrea Bocelli, Nana Mouskouri, Luciano Pavarotti, Shakira und Sting.

## Tod und Würdigung
Am 18. September 2009 musste Sosa mit schweren Leberproblemen ins Krankenhaus Trinidad, Palermo, Buenos Aires eingeliefert werden. Im Laufe der Behandlung kam es zu einem Herz-Lungen-Versagen, an dem sie am 4. Oktober 2009 um 5.15 Uhr Ortszeit im Alter von 74 Jahren verstarb. Ihr Leichnam wurde im Parlamentsgebäude öffentlich aufgebahrt und die Staatstrauer erklärt. In allen Fußballstadien des Landes wurde vor dem Spiel eine Schweigeminute für Mercedes Sosa abgehalten. Nach ihrem letzten Willen wurde ihre Asche in der argentinischen Hauptstadt Buenos Aires, in Tucumán sowie in ihrer Wahlheimat Mendoza verstreut.
Die UNIFEM hob Sosas Arbeit für die Frauenrechte positiv hervor. Der Consejo Interamericano de Música (OAS) ehrte sie. Sie war seit 1995 Trägerin des großen CAMU-UNESCO Preises, verliehen durch den argentinischen Ratschlag für Musik und das Sekretariat der UNESCO.
Sosa wurde 2005 vom Argentinischen Senat mit dem Sarmiento-Preis in Anerkennung ihrer künstlerischen Leistungen und ihres Einsatzes für die Menschenrechte bedacht. Sie gewann einige Grammy Latinos (2000, 2003, 2006). Sosa wurde noch 2008 zur UNICEF-Botschafterin für Lateinamerika und die Karibik ernannt.
2014 wurde ein Asteroid nach ihr benannt: (27147) Mercedessosa.

## Biografien
- Mercedes Sosa, La Negra von Rodolfo Braceli (Spanisch)
- Mercedes Sosa, La Mami von Fabián Matus (Spanisch)
- Mercedes Sosa, Mercedes Sosa – Die Stimme der Hoffnung von Anette Christensen (Englisch, Spanisch und Portugiesisch)
- Mercedes Sosa, More than a Song von Anette Christensen (Englisch, Spanisch, Italienisch, Französisch, lettisch und Portugiesisch)

## Diskografie
- La voz de la zafra (1962)
- Canciones con fundamento (1965)
- Yo no canto por cantar (1966)
- Hermano (1966)
- Para cantarle a mi gente (1967)
- Con sabor a Mercedes Sosa (1968)
- Mujeres argentinas (1969)
- Navidad con Mercedes Sosa (1970)
- El grito de la tierra (1970)
- Homenaje a Violeta Parra (1971)
- Hasta la victoria (1972)
- Cantata Sudamericana (1972)
- Traigo un pueblo en mi voz (1973)
- Niño de mañana (1975)
- A que florezca mi pueblo (1975)
- En dirección del viento (1976)
- O cio da terra (1977)

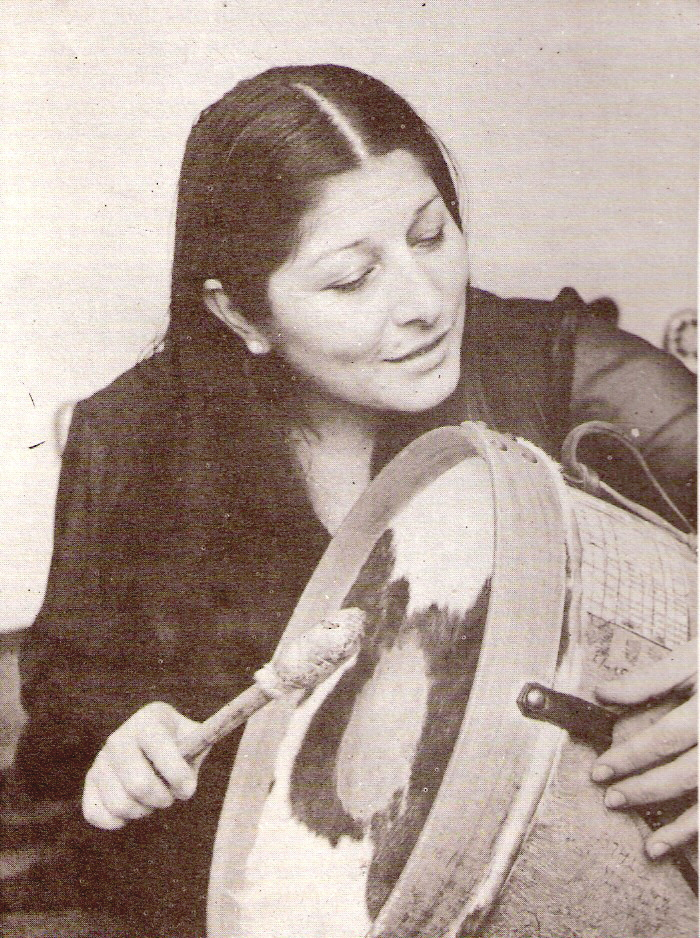
Mercedes Sosa, 1980.

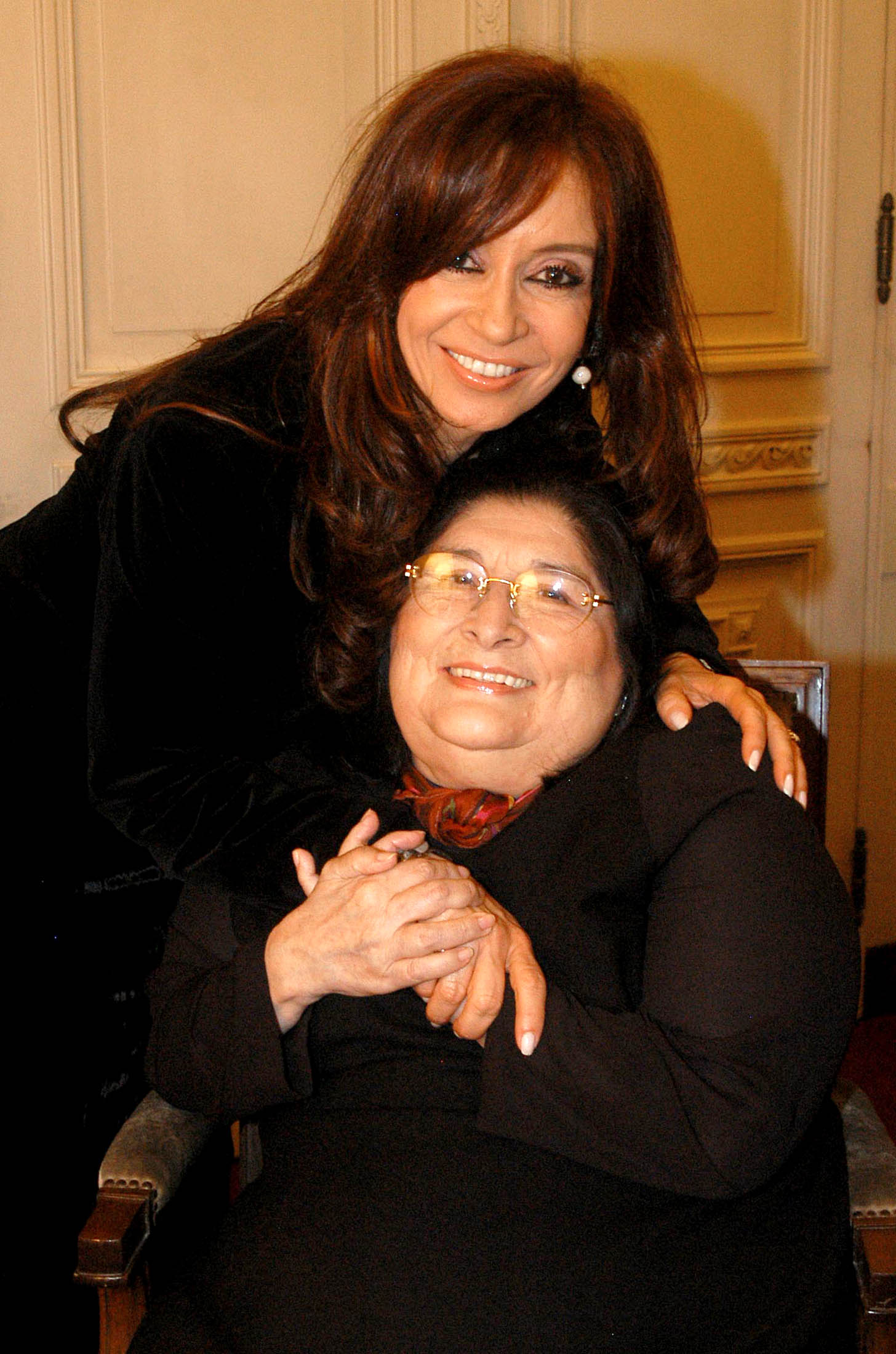
Mercedes Sosa (rechts), mit Cristina Fernández de Kirchner, 2005.

- Mercedes Sosa interpreta a Atahualpa Yupanqui (1977)
- Si se calla el cantor mit Horacio Guarany (1977)
- Serenata para la tierra de uno (1979)
- A quién doy (1980)
- Gravado ao vivo no Brasil (1980, Liveaufnahme aus Brasilien)
- Mercedes Sosa en Argentina (1982)
- Mercedes Sosa (1983)
- Como un pájaro libre (1983)
- Recital (1983)
- ¿Será posible el sur? (1984)
- Vengo a ofrecer mi corazón (1985)
- Corazón americano (1985) (mit Milton Nascimento und León Gieco)
- Mercedes Sosa ’86 (1986)
- Mercedes Sosa ’87 (1987)
- Gracias a la vida (1987)
- Amigos míos (1988)
- En vivo en Europa (1990)
- De mí (1991)
- 30 años (1993)
- Sino (1993)
- Gestos de amor (1994)
- Oro (1995)
- Escondido en mi país (1996)
- Alta fidelidad (1997) (mit Charly García)
- Al despertar (1998)
- Misa Criolla (2000)
- Acústico (2002)
- Argentina quiere cantar (2003) (mit Víctor Heredia und León Gieco)
- Corazón libre (2005)
- Cantora (2009)
- Deja la vida volar (2011) (Veröffentlichung von Konzertmitschnitten (posthum))

## Auszeichnungen für Musikverkäufe
| Goldene Schallplatte - Argentinien - 1984: für das Album Homenaje A Violeta Parra - 1989: für das Album Gracias A La Vida - 1992: für das Album Sino - 1995: für das Album Oro - 1996: für das Album Escondido En Mi Pais - 1998: für das Album Misa Criolla - 1999: für das Album Al Despertar - 2002: für das Album Serie Oro - 2003: für das Album Para Cantar He Nacido | Platin-Schallplatte - Argentinien - 2000: für das Album 40 Obras Fundamentales - 2000: für das Videoalbum 40 Obras Fundamentales - 2009: für das Album Cantora - Niederlande - 2001: für das Album Misa Criolla 4× Platin-Schallplatte - Argentinien - 1993: für das Album 30 Anos | 5× Platin-Schallplatte - Argentinien - 2009: für das Album Cantora, Un Viaje Íntimo - 2009: für das Album Cantora, Un Viaje Íntimo (2CD+DVD+Libro) 8× Platin-Schallplatte - Argentinien - 1993: für das Videoalbum 30 Anos |

| Land/RegionAuszeichnungen für Musikverkäufe (Land/Region, Auszeichnungen, Verkäufe, Quellen) | Gold     | Platin       | Verkäufe  | Quellen          |
| -------------------------------------------------------------------------------------------- | -------- | ------------ | --------- | ---------------- |
| Argentinien (CAPIF)                                                                          | 9× Gold9 | 25× Platin25 | 1.062.000 | capif.org.ar AR2 |
| Niederlande (NVPI)                                                                           | —        | Platin1      | 80.000    | nvpi.nl          |
| Insgesamt                                                                                    | 9× Gold9 | 26× Platin26 |           |                  |

## Filmografie
- Güemes, la tierra en armas (1971)
- Argentinísima (1972)
- Esta es mi Argentina (1974)
- Mercedes Sosa, como un pájaro libre (1983)
- Será posible el sur: Mercedes Sosa (D 1985/2008)
- Historias de Argentina en vivo (2001)
- Mercedes Sosa, la voz de Latínoamérica, Mercedes Sosa, die Stimme Lateinamerikas (2013)